# Vic Singh
Vic Singh (1940) és un fotògraf indi. Va estudiar al St Martin's College of Art de Londres on va influenciar-se per artistes post-impressionistes francesos com Van Gogh i Cézanne.
El seu treball es va centrar més tard en les demandes de revistes de moda, com Vogue i Tatler. Va estar al centre del llibertinatge dels 60 anys a Londres, treballant amb Island Records, amb Pink Floyd a la icònica portada de l'àlbum The Piper at the Gates of Dawn i amb The Beatles en el Sargent Peppers Lonely Heart's Club Band.

## Art de coberta de discs
- 1966: The Spencer Davis Group - Autumn '66
- 1966: Diversos - The Sue Story Volume 3 (LP, Album, Comp, Mono)
- 1966: I Wanna Be Free, The V.I.Ps (7", EP)
- 1967: The Piper At The Gates Of Dawn, Pink Floyd
- 1968: Diversos - Pakistani Soul Session (LP)
- 1968: Why Not!, The Johnnie Spence Big Band
- 1973: A Nice Pair, Pink Floyd
- 2003: Projection, Phosphene (CD, àlbum)
- 2011: Discovery, Pink Floyd